# Bracknell Forest
Bracknell Forest (littéralement, la « Forêt-de-Backnell ») est l'une des six territoires relevant d’une autorité locale unique du Berkshire, en Angleterre. Il comprend les villes de Bracknell et Sandhurst, ainsi que les villages alentour, dont Crowthorne et Binfield.
Le district est créé le 1er avril 1974, sous le nom de district non métropolitain de Bracknell. Il couvre le territoire de l'ancien district rural d'Easthampstead, sur lequel la ville nouvelle de Bracknell s'est développée. Le nom du district change en mai 1988, lorsque le statut de borough lui est accordé.
Le 1er avril 1998, le conseil du comté de Berkshire est aboli et le conseil du district de Bracknell Forest devient une autorité unitaire.

## Source
- (en) Cet article est partiellement ou en totalité issu de l’article de Wikipédia en anglais intitulé « Bracknell Forest » (voir la liste des auteurs).